# Марија Хекос Сторенг
Марија Хекос Сторенг (норв. Maria Haukås Storeng, рођена 3. августа 1979. у Финсесу, Тромс, Норвешка) је норвешка певачица и глумица, која је песмом "Hold On Be Strong" представљала Норвешку на Песми Евровизије 2008. Завршила је на петом месту, иза Русије, Украјине, Грчке и Јерменије.

## Биографија
Марија Хекос Сторенг је рођена у Финсесу, а одрасла је у Сењи, у области Тромс. Постала је позната са само једанаест година, када је глумила главну улогу у мјузиклу Ени. Због ове њене улоге, Марија и њена породица преселили су се у Осло, али када је са представа завршена, преселили су се назад у Сењу. Од тада, глумила је у неколико мјузикала, што у Ослу, што у области Тромс.
Учествовала је у емисији Идол 2004. године и завршила на шестом месту. Исте године, заједно са осталим такмичарима емисије Идол, била је на турнеји по Норвешкој, Idol Tour 2004. Следеће године, 2005, издала је албум Breathing, који је постигао велики успех у Норвешкој. Исте године, она је сама била на норвешкој турнеји, на којој је промовисала свој соло албум.
Песма песма "Hold On Be Strong", коју је написала Мајра Крег, победила је на националном избору за представника на Песми Евровизије. "Hold On Be Strong" одмах је заузела прво место норвешке топ-листе.. Албум Hold On Be Strong објавила је 28. априла 2008.

## Евровизија 2008.
9. фебруара 2008. године, изабрана је да представља Норвешку на Песми Евровизије 2008. у Београду, Србија. Учествовала је у првом полуфиналу које је одржано 20. маја 2008. у Београдској арени. Са 106 бодова, прошла је у финале 24. маја, а наступала је последња, 25. Са 182 поена, нашла се на петом месту, иза Русије, Украјине, Грчке и Јерменије. Максималан број поена, дванаест, добила је од Финске и Шведске.

## Даља каријера
Сторенг ће са Аном Сален, шведском певачицом која је као представница Естоније заузела треће место на Песми Евровизије 2002, учествовати на Мелодифестивалену 2009, националном избору за представника Шведске на Песми Евровизије 2009. у Москви, са песмом Killing me tenderly, аутора Амира Алуа, Хенрика Викстрема и Тобеа Петерсена.

## Позориште
- 1991-1992: Ени у мјузиклу Ени
- 1995-1996: Дороти у мјузиклу Чаробњак из Оза
- 2002: специјалан АББА мјузикл
- 2003: Мејбел Вашингтон у мјузиклу
- 2005: Офелија у представи Хамлет
- 2006-2007: Шила Френклин у мјузиклу Коса

## Дискографија

### Албуми
- 2005:
- 2008:

### Синглови
- 2004: "Breathing"
- 2005: "Should've"
- 2006: "Nobody Knows"
- 2008: "Hold On Be Strong"